# 장 시벨리우스 국제 바이올린 콩쿠르
장 시벨리우스 국제 바이올린 콩쿠르(핀란드어: Jean Sibelius -viulukilpailu)는 핀란드 작곡가 장 시벨리우스의 이름을 따서 명명된 국제 바이올린 경연회로, 30세 이하의 바이올리니스트를 위한 콩쿠르이다.. 핀란드 헬싱키에서 5년마다 개최된다.
첫 대회는 작곡가의 탄생 100주년을 기념하기 위해 작곡가가 사망한 지 8년 후인 1965년에 열렸다.이 대회는 핀란드 시벨리우스 소사이어티와 시벨리우스 아카데미에서 주관한다. 이 대회에는 항상 수준 높은 경쟁자들이 참여하고 있고, 올레 카간, 빅토리아 뮬로바, 레오니다스 카바코스와 같은 국제 무대에서 인정받는 솔리스트를 배출하였다.

## 수상자

### 제1회(1965년)
- 제1위    올레 카간 (소련)
- 제2위    조슈아 엡스타인 (이스라엘)
- 제3위    발레리 그라도브 (소련)

### 제2회(1970년)
- 제1위    Liana Isakadze(소련), 파벨 코간 (소련)
- 제3위    오토 아민 (캐나다)

### 제3회(1975년)
- 제1위    Yuval Yaron(이스라엘)
- 제2위    일리야 그루벨트(소련)
- 제3위    Eugen Sarbu (루마니아)

### 제4회(1980년)
- 제1위    빅토리아 뮬로바 (소련)
- 제2위    세르게이 스타드렐 (소련)
- 제3위    안드레스 카데네스 (미국)

### 제5회(1985년)
- 제1위    일리야 칼러 (소련), 레오니다스 카바코스 (그리스)
- 제2위    해당자 없음
- 제3위    Vilmos Szabadi (헝가리)

### 제6회(1990년)
- 제1위    해당자 없음
- 제2위    Cristina Anghelescu (루마니아)
- 제3위    Sigrún Edvaldsdóttir(아이슬란드), 다나카 아키코 (일본)

### 제7회(1995년)
- 제1위    페카 쿠시스트 (핀란드)
- 제2위    엘리자베스 바티아슈빌리 (그루지야)
- 제3위    사토 마도카 (일본), Nikolaj Znaider(덴마크)

### 제8회(2000년)
- 제1위    세르게이 하차투리안 (아르메니아)
- 제2위    타마이 유채 (일본)
- 제3위    지-지옹 왕 (중국), 히가시 사야코 (일본)

### 제9회(2005년)
- 제1위    아레나 포고스토키나 (독일)
- 제2위    지아팽 첸 (중국)
- 제3위    신현수 (대한민국 개명:신지아), 웨이 웬 (중국)

### 제10회(2010년)
- 제1위    니키타 보리소그레브스키 (러시아)
- 제2위    페테리 이보넨  (핀란드)
- 제3위    에스터 유  (미국)

### 제11회(2015년)
- 제1위    크리스텔 리 (미국)
- 제2위    엠마누엘 체크나볼리안 (오스트리아)
- 제3위    프리델리케 스타크로프 ( 독일 )

### 제12회(2022년)
- 제1위    양인모 (대한민국)
- 제2위    네이선 멜처 (미국)
- 제3위    드미트로 우도비첸코 (우크라이나)